# Atatürkův olympijský stadion
Atatürkův olympijský stadion (turecky Atatürk Olimpiyat Stadyumu) je víceúčelový sportovní stadion na západním okraji Istanbulu. Je pojmenován po prvním tureckém prezidentovi Mustafu Kemal Atatürkovi. Byl postaven při příležitosti neúspěšné kandidatury na pořádání LOH 2008. Stavba stadionu začala v roce 1999 a otevřen byl o tři roky později 31. července 2002 fotbalovým utkáním mezi Galatasarayem a řeckým Olympiakosem.

## Vybavení
S kapacitou 76 092 sedících diváků je největším stadionem v Turecku. Původní maximum 80 597 diváků bylo sníženo před finále Ligy mistrů v roce 2005. Bylo odstraněno víc než 4 000 sedadel, ze kterých nebyla dobrá viditelnost na celou hrací plochu. V současné době se na stadionu nachází 34 skyboxů, 480 sociálních zařízení a šest výtahů. V areálu je také parkoviště s kapacitou 18 900 aut. Bezpečnost diváků je zajišťována z  pěti policejních služeben a jsou zde i čtyři cely předběžného zadržení.

## Fotbal
Stadion využívá turecká fotbalová reprezentace. Své domácí zápasy zde hraje i klub turecké nejvyšší soutěže Istanbul BB. Během rekonstrukce vlastního stadionu Ali Sami Yen zde jednu sezónu nastupoval i Galatasaray SK (2003/04) a příležitostně jej využívá i Sivasspor. Hrají se zde také finále tureckého poháru a Superpohár.
V roce 2004 stadion ocenila UEFA jako pětihvězdičkový sportovní komplex, a může tak být hostitelem finálových utkání evropských pohárů. Hned v následujícím roce se zde uskutečnilo finále Ligy mistrů Mezi AC Milan a Liverpool FC.

## Kulturní akce
- 6. srpna 2010 se zde uskutečnil koncert irské skupiny U2.